# Dirk Markus

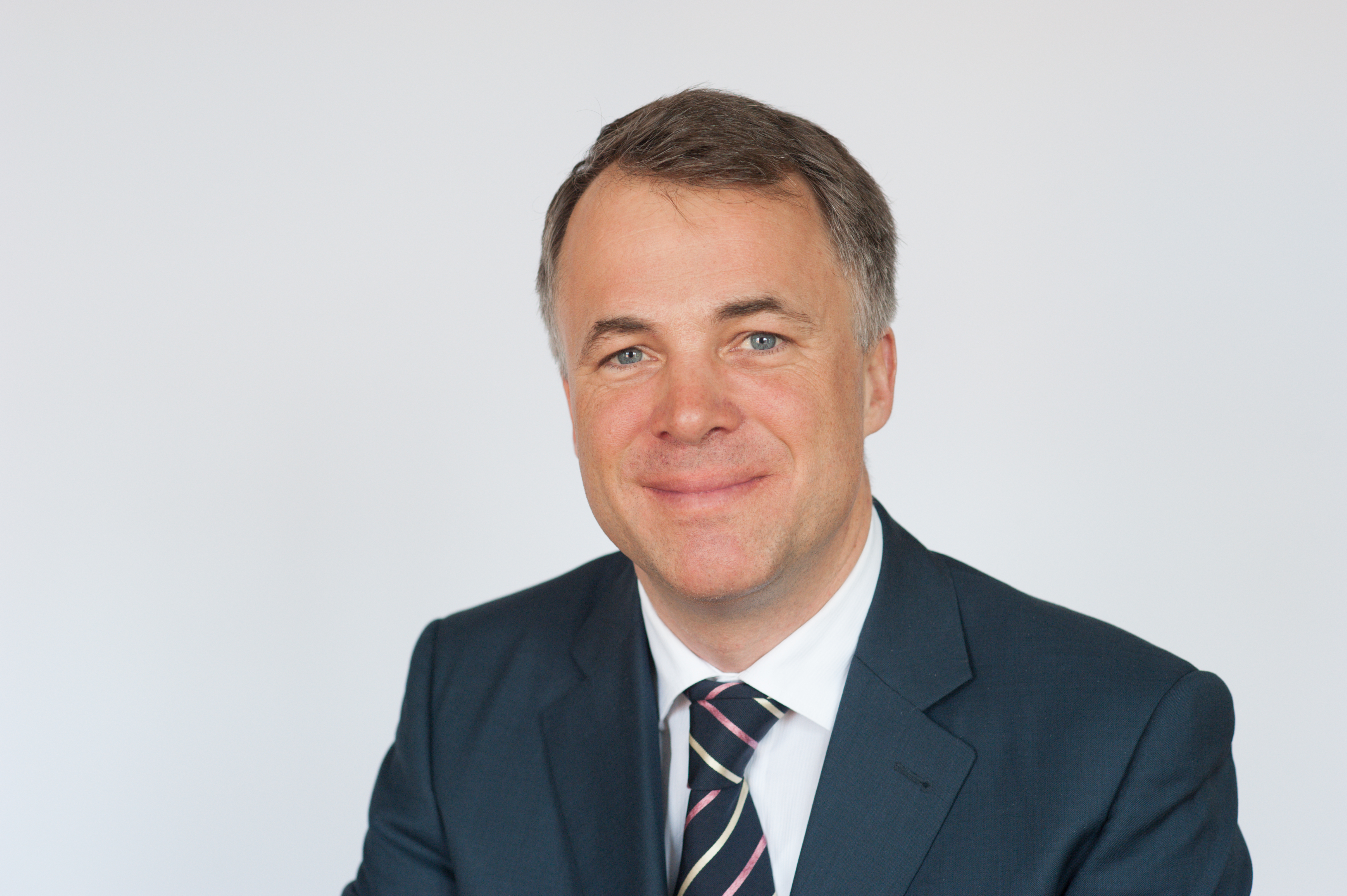
Dirk Markus (2018)

Dirk Erich Markus (* 15. Januar 1971 in Regensburg) ist ein deutscher Unternehmer. Er ist Gründer und Vorstandsvorsitzender des börsennotierten Beteiligungskonzerns Aurelius.

## Leben
Markus kommt aus einem Elternhaus von Geisteswissenschaftlern. Sein Vater Manfred Markus war Professor für Anglistik an der Universität Innsbruck, seine Mutter Lehrerin. Dirk Markus studierte Betriebswirtschaftslehre und im Nebenfach Russisch an der Universität St. Gallen und der Copenhagen Business School. Er wurde zum Thema „Strategische Kooperationen in der Multimediaindustrie“ in St. Gallen promoviert.
Über 15 Jahre beschäftigte er sich mit der Neuausrichtung und Weiterentwicklung von Unternehmen, zunächst als Unternehmensberater bei McKinsey, wo er sich als Projektleiter vor allem mit dem Aufbau und der Weiterentwicklung von E-Commerce-Geschäften im Internet beschäftigte. Im Anschluss gründete er die Internetplattform Mercateo und war dort als Vorstand für Finanzierung und Unternehmensentwicklung verantwortlich. Nach dem Verkauf des Unternehmens an den E.ON-Konzern war Dirk Markus Mitgründer einer börsennotierten Industrieholding.
2001 gründete er als Juniorpartner von Peter Löw die Beteiligungsgesellschaft Arques Industries (heutige Gigaset) mit, deren Geschäftsmodell er nach seinem 2004 erfolgten Ausstieg 2005 mit Aurelius fortführte. Gemeinsam mit Gert Purkert begann Markus mit einem Startkapital von 500.000 Euro Unternehmen in Umbruch- und Sondersituationen zu erwerben. Heute ist Aurelius ein börsennotierter Konzern mit 22 Tochtergesellschaften und erzielte im Geschäftsjahr 2017 einen Umsatz von ca. 4 Mrd. Euro. Innerhalb des Vorstands ist er zuständig für die Gesamtleitung der Aurelius-Gruppe. Die Gesellschaft erwarb u. a. Beteiligungen am Yacht-Hersteller Hanse Yachts, den europäischen Geschäftsaktivitäten des Büroartikelversenders Office Depot, am Fernsehsender RTL Shop (verkauft 2010) und an der Blaupunkt-Gruppe. Für Aufsehen in der Öffentlichkeit sorgte die mehrheitliche Anteilsübernahme der Reederei Peter Deilmann Ende August 2010 für einen zweistelligen Millionenbetrag. Damit übernahm die Aurelius auch die Mehrheit an dem Kreuzfahrtschiff Deutschland, bekannt aus der ZDF-Serie „Das Traumschiff“.

## Privates
Markus lebt in London. Außerdem sammelt er sozialistische Plakatkunst. Am 2. Juli 1988 stellte Markus den Tiroler Leichtathletik-Landesrekord 3 × 1000 m in der Kategorie Männer unter 18 auf, der bis heute Bestand hat. Darüber hinaus ist Markus leidenschaftlicher Rennradfahrer und hat 2017 den Castle Ride in Tonbridge im Süden Großbritanniens nach acht Stunden absolviert.